# Chaitén (gemeente)
Chaitén (Huilliche voor "watermand") is een havenstad en gemeente in de Chileense regio Los Lagos en het bestuurlijk centrum van de provincie Palena. De gemeente Chaitén telde 5.071 inwoners in 2017. De stad wordt gezien als een van de 'poorten' naar Patagonië.
De stad bevindt zich ten noorden van de monding van de rivier de Yelcha aan de Golf van Corcovado, die de stad scheidt van het eiland Chiloé.

## Geschiedenis
Op 4 november 1885 werden in Calbuco de eerste landpercelen uitgegeven in het gebied waar de stad zich nu bevindt. Het zou echter nog tot 1933 duren alvorens de eerste huizen verschenen en er van een nederzetting kon worden gesproken. De naam van de plaats komt van de Huilliche-uitdrukking Chai-Chaitún, wat betekent "afgieten in een chaitún", een soort van mand. De plaats fungeerde als een uitvalsbasis voor het onderzoek van het lange tijd bijna ononderzochte binnenland van Palena, met name naar de kolonies bij het Yelchomeer, Futaleufú en het Palenameer (in Argentinië General Vinttermeer genoemd). In 1946 vestigde een afdeling van het Chileense leger zich in de plaats, met als doel een weg aan te leggen naar het Yelchomeer, om zo de voedselvoorziening voor de plaatsen daar te verbeteren. In die tijd telde de plaats enkele honderden inwoners en vond een grote migratie plaats naar Chaitén vanuit de eilandenarchipel Chiloé, met name vanuit Dalcahue. In 1959 werd Chaitén het bestuurlijk centrum van het departement Palena, dat in 1976, na bestuurlijke hervormingen, de status van provincie kreeg. In de jaren 80 werd de Carretera Austral geopend en kreeg de stad een aantal veerpontverbindingen, zoals naar de havenstad Puerto Montt, waardoor het isolement van de stad verminderde. Hierdoor begon de plaats zich vooral te richten op het toerisme, aangezien Chaitén op een gunstige plaats ligt als uitvalsbasis voor tochten naar Patagonië en de regio Aysén.

### Vulkaanuitbarsting 2008

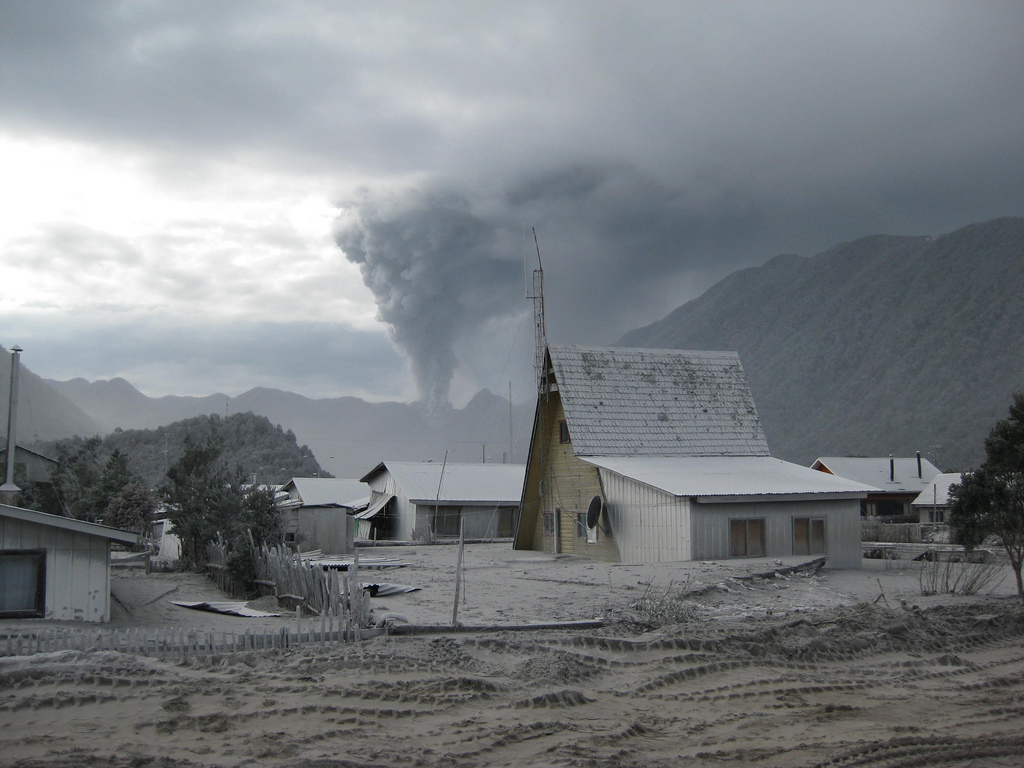
Chaitén door as bedekt

Door een uitbarsting van de tien kilometer verderop gelegen gelijknamige vulkaan op 2 mei 2008 is de hele stad geëvacueerd, waardoor deze veranderde in een spookstad. De vulkaan was voor het laatst ongeveer 9500 jaar geleden actief.